# La Londe-les-Maures
La Londe-les-Maures egy város Franciaországban, Var megyében, a francia Riviérán a Hyeres öbölben.

## Fekvése
Hyèrestől keletre ferkvő település.

## Története
Területe már a késő neolitikus időkben lakott volt, amit az itteni ásatásokon feltárt számos kőeszköz, és a fazekasság nyomai is bizonyítanak, valamint a várostól északra található dolmenek is bizonyítanak.
A későbbi évszázadokról kevés emlék és tárgyi bizonyíték maradt fent. Az első meggyőző bizonyíték arra utal, hogy a második században. BC és az V. században. AD, a gall-római nép telepedett le a területen. Sok villa, pincészetek, sírok maradványai, kerámia és érmék igazolják itteni jelenlétüket. A gazdasági aktivitás ilyen újoncok főleg mezőgazdasági jellegű. A kultúrák olajfa, szőlő és gabonakészítmények elterjedtek az egész régióban, köszönhetően a kedvező éghajlatnak.
1678-ban, Antoine Lemonnier, Sieur de la Londe, a normandiai szerzett nagy földterületeket a város mai területén és építette fel "Castle of La Londe" kastélyt, amelyről később a nevét kapta a település is. Érdekes, hogy a Londe kifejezés nagyon jellemző  a településre: a körülötte fekvő erdők miatt, Londe jelentése ugyanis "erdő, fa" az ősi Norman dialektusban.
A francia forradalom után, a karthauziaké. Később az újonnan ide érkezők sok új lakóhelyet építettek itt (mint például a vár a La Pascalette, 1889-ben épült Victor Roux) felvásárolva és bővítve a mezőgazdasági területeket. Az egyik ilyen arisztokrata, Horace Vernet (1789-1863), I. Lajos Fülöp francia király hivatalos festője 1855-ben Les Bormettes kerületében birtokot vásárolt és kastélyt épített itt.
A templom 1847-ben épült, és a községi iskola 1884-ben alakult.

## Bányászat
1875 körül, Victor Roux, újra felfedezi és fejleszti az évszázadok óta elhagyott itteni bányát. 1881-ben megalapította a Society of Mining Bormettes és újraindítja a  gazdag cink bányát. 1890-től ólom-cink-hordozó bányák találhatók a területen.
1890-ben nyílt meg a Toulon-Saint-Raphael közötti vasútvonal.

## Itt születtek, itt éltek
- Georges-Jean Arnaud - író
- Horace Vernet - I. Lajos Fülöp francia király hivatalos festője